# Peter Pekarík
Peter Pekarík (født 30. oktober 1986) er en slovakisk professionel fodboldspiller, som spiller for 2. Bundesliga-klubben Hertha BSC og Slovakiets landshold.

## Klubkarriere

### Žilina
Pekarík begyndte sin karriere hos sin lokalklub, MŠK Žilina, hvor han gjorde sin førsteholdsdebut i 2004-05 sæsonen. Han var med til at vinde det slovakiske mesterskab med klubben i 2006-07 sæsonen.

### Wolfsburg
Pekarík skiftede i januar 2009 til VfL Wolfsburg. Han var her del af holdet, som vandt deres første Bundesliga-mesterskab i klubbens historie i 2008-09 sæsonen.
Pekarík blev i 2011-12 sæsonen udlejet til tyrkiske Kayserispor.

### Hertha BSC
Pekarík skiftede i august 2012 til Hertha BSC. Han var i sin debutsæson med til at sikre klubben oprykning til Bundesligaen, og har siden spillet mere end 200 kampe for klubben.

## Landsholdskarriere
Pekarík debuterede for Slovakiets landshold den 10. december 2006. Han var del af Slovakiets trupper til flere internationale turneringer.
Han spillede den 1. juni 2021 sin landskamp nummer 100 for Slovakiets landshold.

## Titler
MŠK Žilina
- Fortuna Liga: 1 (2006-07)
- Slovenský Superpohár: 1 (2007)

VfL Wolfsburg
- Bundesliga: 1 (2008-09)

Hertha BSC
- 2. Bundesliga: 1 (2012-13)